# Leonor Fini
Leonor Fini (Buenos Aires, 30 d'agost de 1908 - París, 18 de gener de 1996) fou una pintora surrealista argentina; més enllà de la pintura, es dedicà també al teatre, el ballet, el llibre il·lustrat i el vestuari.

## Biografia
Va néixer a Buenos Aires, filla de mare italiana i pare argentí. El seu pare va abandonar la família quan Leonor era encara una nena. Va créixer a Trieste i més tard es va traslladar a París per a convertir-se en pintora. A la capital francesa va entrar en contacte amb altres artistes com Paul Éluard, Henri Cartier-Bresson, Max Ernst i Salvador Dalí. Va decidir abandonar París per tornar a Itàlia i a Roma es va fer molt amic del pintor Fabrizio Clerici a qui va freqüentar assíduament al llarg de la seva vida.

## La seva obra
Tot i que Fini va exposar en importants mostres surrealistes al llarg dels anys trenta i quaranta, i va comptar amb Ernst i Dalí com a amics, sempre va refusar la invitació a unir-se oficialment al grup d'artistes surrealistes, rebutjant la visió tradicional de la dona com a musa que mantenia André Breton. Va pintar diversos retrats com els de Jean Genet, Anna Magnani o Suzanne Flon. El 1943, Fini va acceptar la proposta de Peggy Guggenheim d’aparèixer a la mostra “Exhibition by 31 Women” celebrada a la Art of This Century Gallery de Nova York, que aplegava treballs de dones de diferents estils i pràctiques artístiques, entre les quals hi havia, a més de Leonor Fini, Frida Kahlo, Djuna Barnes, Dorothea Tanning, Meret Oppenheim o Leonora Carrington.
Amb un estil pictòric figuratiu inspirat en els mestres flamencs i els pre-rafaelites, el Bosco i Brueguel, Fini representa figures femenines i masculines d'una bellesa inquietant. Rebutjant les actituds submises i obedients, en la seva obra s'hi representen imatges de dones que no responen a les tradicions canòniques de la musa inspiradora, tant aviat redemptora com diabòlica. A través d'imatges de dones fortes que es presenten com a guerreres, esfinxs o deesses, Fini va poder crear un espai d'empoderament, i no només per a ella com a artista.
També es va dedicar al disseny de vestuari i decorats per a obres de teatre. Els vestits que va produir per a George Balanchine i Federico Fellini, així com les fantàstiques màscares de plomes que va confeccionar, van captar l’atenció de la premsa i de fotògrafs com Carl Van Vechten i Henri Cartier-Bresson. En la dècada dels anys 70 va escriure tres novel·les –Rogomelec, Moumour & Contes Pour Enfantes Velu i L’Oneiropompe– i es va fer amiga de Jean Cocteau, Giorgio de Chirico i Alberto Moravia. Fini va ser també una destacada il·lustradora i, així, va treballar per a autors com Edgar Allan Poe o Marcel Aymé, i va il·lustrar, per exemple, les obres Juliette, del Marquès de Sade, o la Histoire d’O, de Pauline Réage. També va dissenyar objectes, com la icònica ampolla de perfum ‘Shocking’ per a Elsa Schiaparelli, un disseny al qual han fet referència més tard 'Classique', de Jean-Paul Gaultier, i 'KKW', de Kim Kardashian).
El 2009, Itàlia li va dedicar una important retrospectiva a Trieste, Leonor Fini l'italienne de París; una secció de l'exposició està dedicada als seus amics artistes, com Fabrizio Clerici, Pavel Tchelitchew, Dorothea Tanning i Eros Renzetti.
L'any 2019, la mostra Leonor Fini: Theatre of Desire, 1930-1990, al Museum of Sex (MoSEX) de Nova York, oferí una àmplia mostra sobre la vida i la carrera de Fini i una revisió de la seva obra, que ja havia interessat artistes del segle XX com René Magritte, Andy Warhol, Madonna i, més recentment, Maria Grazia Chiuri, cap de la casa de Dior.